# Kastenberg (Buchbach)
Kastenberg ist einer der 80 Gemeindeteile von Buchbach im oberbayerischen Landkreis Mühldorf am Inn.

## Geografische Lage
Der Weiler Kastenberg liegt im Gemeindegebiet des Marktes Buchbach in der Region Südostoberbayern im Alpenvorland inmitten des tertiären Hügellandes zwischen den Tälern der Vils im Norden und der Isen im Süden. Die Landeshauptstadt München ist rund 62 km entfernt.

## Geschichte
Der Ort kam mit dem bayerischen Gemeindeedikt von 1818 zur Gemeinde Walkersaich und mit dem Nordteil dieser am 1. Januar 1973 im Zuge der Gebietsreform in Bayern zur Gemeinde Buchbach.

## Bevölkerungsentwicklung
Es gab bei der Volkszählung von 1961 in Kastenberg 19 Einwohner in fünf Wohngebäuden. Im Mai 1987 lebten dort 21 Einwohner in sieben Wohngebäuden.

## Kapelle

Marienkapelle

Bei Kastenberg steht eine moderne Marienkapelle mit einer Schnitzerei der Madonna und ihrem Kind.